# Jean Roulin
Pour les articles homonymes, voir Roulin.
Jean Roulin, né vers 1919 et mort à une date inconnue, est un rameur d'aviron français.

## Carrière
Jean Roulin est rotativiste. Membre de l'US Métro, il est médaillé d'or en quatre de pointe aux Championnats d'Europe d'aviron 1947 à Lucerne.